# 르네 파페

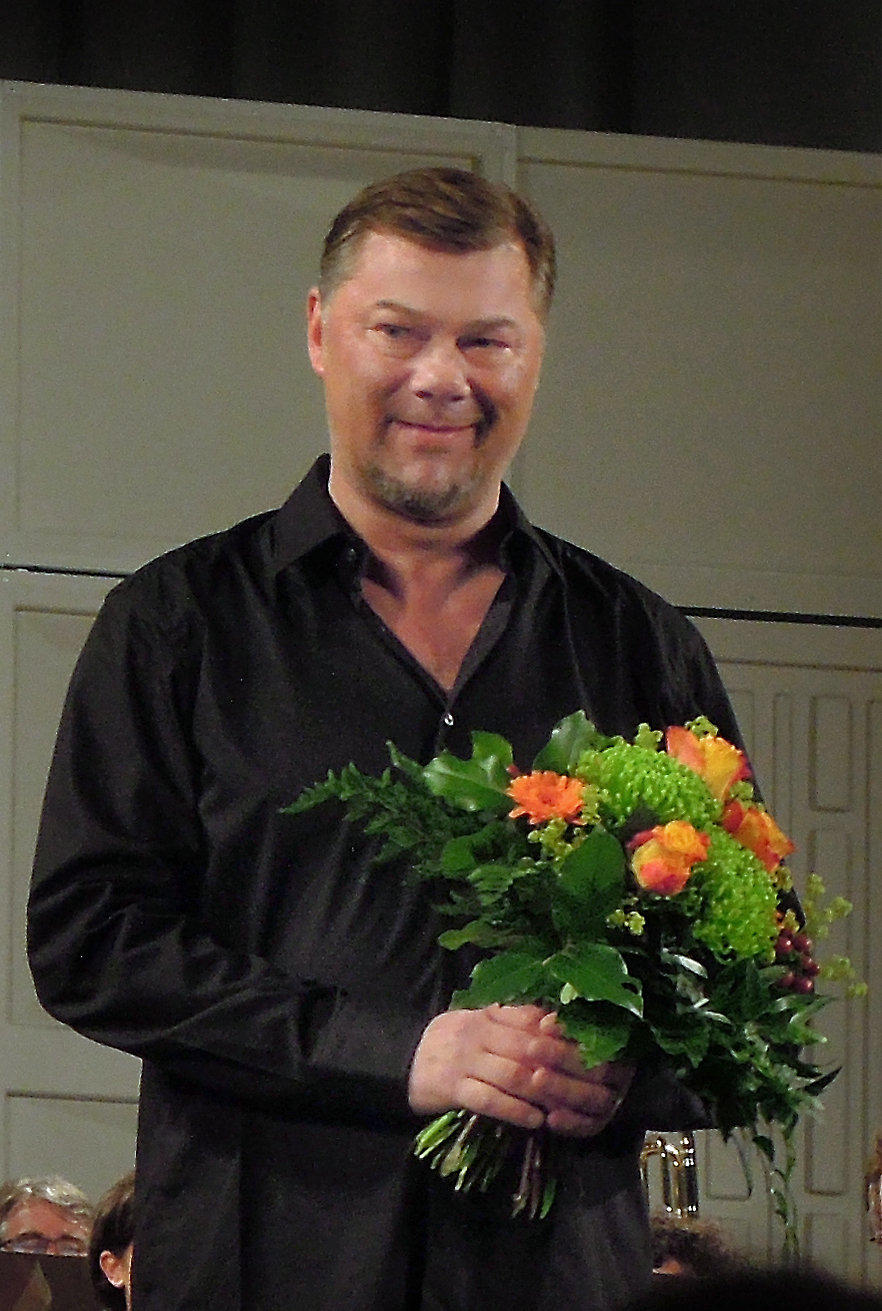

르네 파페(독일어: René Pape, 1964년 9월 4일 ~ )는 독일의 베이스 가수이다.